# نوربرت فالك
نوربرت فالك (بالألمانية: Norbert Falk)‏ هو صحفي وكاتب وكاتب سيناريو ألماني ونمساوي، ولد في 5 نوفمبر 1872 في Hranice (Přerov District) ‏ في التشيك، وتوفي في 16 سبتمبر 1932 في برلين في ألمانيا.

## وصلات خارجية
- نوربرت فالك على موقع IMDb (الإنجليزية)
- نوربرت فالك على موقع ألو سيني (الفرنسية)
- نوربرت فالك على موقع قاعدة بيانات الأفلام السويدية (السويدية)
- نوربرت فالك على موقع قاعدة بيانات الفيلم (الإنجليزية)
- نوربرت فالك على موقع كينوبويسك (الروسية)